# Hlompho Kekana
Hlompho Alpheus Kekana est un footballeur sud-africain né le 23 mai 1985 à Zebediela. Il joue à Mamelodi Sundowns.

## Biographie

### En club

#### Black Leopards
Il commence sa carrière lors de la saison 2004-2005 avec les Black Leopards. À l'issue de la saison, il quitte le club.

#### City Pillars
Il rejoint alors les City Pillars en deuxième division. Il reste une saison et demie au club.

#### Retour aux Black Leopards
À la mi-saison en 2006-2007 il revient du côté des Black Leopards. Il dispute son premier match le 21 janvier face à Platinum Stars (0-0). Lors de sa deuxième saison, l'équipe termine le championnat en position de barragiste et se voit reléguée à la suite des barrages. Kekana quitte donc le club.

#### Supersport United
Il s'engage alors avec le champion en titre Supersport United. Il dispute son premier match sous ses nouvelles couleurs le 30 août 2008 face à Free State Stars (victoire 1-0). Lors de la 9ème journée, il inscrit son premier but dans l'élite face à AmaZulu (victoire 2-0). Il termine champion à l'issue de la saison. Lors de celle-ci il dispute également son premier match en Ligue des champions de la CAF face à Kampala CCA (1-1). Lors de sa deuxième et dernière saison, il est à nouveau sacré champion.

#### Bloemfontein Celtic
Il rejoint Bloemfontein Celtic à l'été 2010. Il joue son premier match le 21 août lors des quarts de finale du MTN 8 face à Kaizer Chiefs (défaite 1-0). Il inscrit son premier but avec son nouveau club le 12 février 2011 face à Golden Arrows (victoire 1-0).

#### Mamelodi Sundowns
En août 2011, il rejoint les Mamelodi Sundowns. Il dispute sa première rencontre le 13 septembre lors de la victoire 3-2 contre Bidvest Wits. Il inscrit son premier but avec les Downs le 29 avril 2012 contre Santos Cape Town (victoire 3-1). Lors de la saison 2013-2014 il est sacré champion. Il remporte au total 5 fois le championnat avec les Downs. Il remporte également la Coupe d'Afrique du Sud à deux reprises. Lors de la saison 2015-2016, il remporte, en plus du championnat, le Telkom Knockout et la Ligue des champions de la CAF. La saison suivante il dispute la Coupe du monde des clubs et remporte la Supercoupe de la CAF. Lors de la saison 2019-2020, il réalise le triplé championnat, coupe et Telkom Knockout.

### En sélection
Il honore sa première sélection en équipe d'Afrique du Sud le 14 mai 2011, en amical contre la Tanzanie (victoire 1-0). Il est remplacé dans le temps additionnel par Eric Mathoho. 
En 2013, il participe à la Coupe COSAFA 2013 et inscrit son premier but international lors du quart de finale face à la Namibie (victoire 2-1). Il termine à la troisième place du tournoi.
Il est ensuite sélectionné pour la Coupe d'Afrique des nations 2019.

#### Buts en sélection
| N° | Date             | Lieu                                      | Adversaire | Score | Résultat | Compétition                                                      |
| -- | ---------------- | ----------------------------------------- | ---------- | ----- | -------- | ---------------------------------------------------------------- |
| 1. | 13 juillet 2013  | Nkoloma Stadium, Lusaka, Zambie           | Namibie    | 2–0   | 2-1      | Coupe COSAFA 2013                                                |
| 2. | 20 juillet 2013  | Stade Levy Mwanawasa, Ndola, Zambie       | Lesotho    | 2–1   | 2-1      | Coupe COSAFA 2013                                                |
| 3. | 11 janvier 2014  | Cape Town Stadium, Le Cap, Afrique du Sud | Mozambique | 2–1   | 3-1      | Championnat d'Afrique des nations de football 2014               |
| 4. | 26 mars 2016     | Stade de Limbé, Limbé, Cameroun           | Cameroun   | 2–1   | 2-2      | Qualifications à la Coupe d'Afrique des nations de football 2017 |
| 5. | 2 septembre 2016 | Stade Mbombela, Nelspruit, Afrique du Sud | Mauritanie | 1–1   | 1-1      | Qualifications à la Coupe d'Afrique des nations de football 2017 |

## Palmarès

### En club

#### Supersport United
- Championnat d'Afrique du Sud
  - Champion : 2008-2009, 2009-2010

#### Mamelodi Sundowns
- Ligue des champions de la CAF
  - Vainqueur : 2016
- Supercoupe de la CAF
  - Vainqueur : 2017
- Championnat d'Afrique du Sud
  - Champion : 2013-2014, 2015-2016, 2017-2018, 2018-2019, 2019-2020
  - Vice-champion : 2014-2015, 2016-2017
- Coupe d'Afrique du Sud
  - Vainqueur : 2014-2015, 2019-2020
  - Finaliste : 2011-2012
- Telkom Knockout
  - Vainqueur : 2015, 2019
  - Finaliste : 2012
- MTN 8
  - Finaliste : 2016

### En sélection
- Coupe COSAFA
  - Troisième : 2013